# Kiana James
Kayla Inlay Klink (Sioux City, Iowa; 23 de mayo de 1997) es una luchadora profesional estadounidense. Ahora trabaja en la empresa WWE, donde se presenta en la marca Raw bajo el nombre Kiana James. Entre sus logros, destaca un reinado como Campeona Femenina en Parejas de NXT junto a Fallon Henley.

## Primeros años
Klink nació en Sioux City, Iowa. Completó su educación primaria en la escuela East High School y luego se graduó de la universidad Morningside University en 2019, donde obtuvo una licenciatura en ciencias.

## Carrera

### All Elite Wrestling (2021)
En el episodio del 21 de septiembre de 2021, de AEW Dark, Klink hizo su debut luchístico bajo el nombre de Xtina Kay, perdiendo ante The Bunny.

### WWE (2022-presente)

#### NXT (2022–2024)
Klink hizo su debut para WWE con el nombre de Kayla Inlay en el episodio del 1 de febrero de 2022, de NXT 2.0, siendo derrotada por Sarray en un combate individual.
Tiempo después redebuto como Kiana James, personaje con el que asumió la personalidad de una administradora de negocios y estadísticas. Su primera aparición televisada como Kiana tomó lugar en el episodio del 17 de mayo de NXT 2.0 durante la primera ronda del torneo NXT Women's BreakOut, mismo en el que fue eliminada al ser derrotada por Roxanne Perez. Su primera victoria lograda en televisión ocurrió en el episodio del 24 de junio de NXT: Level Up, donde derrotó a Brooklyn Barlow. Como invitada al roster principal, se enfrentó a Dana Brooke en dos episodios de Main Event, perdiendo ante ella en el primero del 27 de octubre, pero derrotándola en el segundo acaecido el 3 de noviembre. En el episodio del 8 de noviembre de NXT, James le ofreció a Fallon Henley comprar el bar de sus padres, siendo una oferta que Henley rechazó. Ante esto, ambas se enfrentaron en el episodio del 29 de noviembre de NXT, donde James logró derrotarla, pero el 27 de diciembre en otro encuentro que tuvieron en el que se disputó el bar de Henley, esta última la derrotó y pudo conservar su establecimiento. A partir del 3 de enero de 2023, James comenzó a buscar hacer hacer las paces con Henley luego de los conflictos que tuvieron, y finalmente, después de derrotar a Ivy Nile y Tatum Paxley en el episodio del 24 de enero de NXT, ambas formalizaron una alianza al retar en el mismo episodio a Katana Chance y Kayden Carter, a un combate por los Campeonatos Femeninos en Parejas de NXT en NXT Vengeance Day. El 4 de enero, en el evento, James y Helley lograron derrotarlas y ganaros los títulos en parejas, haciendo de este su primer campeonato en su carrera como luchadora. El 1 de abril en el evento Stand & Deliver, James y Henley perdieron sus campeonatos ante Alba Fyre y Isla Dawn, terminando su reinado con 56 días.
Empezando el 2024, en el episodio de NXT Level Up emitido el 5 de enero, junto a Izzi Dame derrotaron a Brinley Reece y Kiyah Saint. una semana después en el episodio de NXT del 16 de enero, participó en una 20-Woman Battle Royal por una oportunidad al Campeonato Femenino de NXT, eliminando a Wren Sinclair y clasificando entre las últimas 4, sin embargo perdió, la siguiente semana en el episodio de NXT Level Up emitido el 26 de enero, junto a Izzi Dame derrotaron a Kelani Jordan & Brinley Reece.

#### Raw (2024–presente)
En el episodio del 26 de abril de 2024 de SmackDown, durante la primera noche del Draft de WWE, James fue ascendida a la marca Raw.

## Vida personal
En enero de 2022, contrajo matrimonio con Zach Klingensmith.

## Campeonatos y logros
- WWE
  - NXT Women's Tag Team Championship (1 vez) - con Fallon Henley[14]